# Strijkviertel (De Meern)
De Strijkviertel is een ongeveer 1,5 km lange van noord naar zuid lopende weg in de Nederlandse plaats De Meern. Deze weg vormt een verbinding tussen de Rijksstraatweg en de Heicopperkade. Het begin van de Strijkviertel ligt bij de voetbrug Gooisebrug over de Leidse Rijn. Het einde ligt even voorbij een viaduct onder de A12, waar de Strijkviertel onderdoor loopt.
Even ten oosten van de Strijkviertel ligt de Strijkviertelplas, een zandwinningsplas die ontstond ten behoeve van de aanleg van de nabijgelegen autosnelwegen A12 en A2. Het terrein om deze plas is ingericht als recreatiegebied voor zwemmers, zonnebaders, fietsers en wandelaars.

## Geschiedenis
Over de oorsprong van de naam Strijkviertel is weinig bekend. De bestaande verklaringen zijn alle speculatief. Wel is bekend dat aan het eind van de 17e eeuw een pad bestond met de naam Strijk Veertel. Ook is het duidelijk dat dit een zijdewende was, evenals het 1 km westelijker gelegen pad langs de in de jaren 1960 gedempte vliet de Meent. Dit laatste pad is later getransformeerd tot een grindweg, de Meentweg, en nog later tot de verharde Meentweg in de bebouwde kom van De Meern. De vroegere Strijk Veertel heeft eenzelfde ontwikkeling doorgemaakt, namelijk van een door populieren omzoomd pad, via grindweg, naar asfaltweg. De Strijkviertel en de Meentweg lopen in de lengterichting van de nu vrijwel verdwenen langgerekte kavels in het middeleeuwse polderlandschap. Ook ten oosten van de Strijkviertel, eveneens met een tussenafstand van ongeveer 1 km, liep een hiermee evenwijdige weg, namelijk de inmiddels zo goed als verdwenen Taatsendijk. De Taatsendijk lag op de grens van de polders Papendorp en Oudenrijn; de Strijkviertel en de Meentweg liggen binnen het gebied van de voormalige polder Oudenrijn.
Vanaf het einde van de jaren 1950 heeft de Strijkviertel zich ontwikkeld van een weg met enkele fabrieken, kantoren en distributiecentra tot het huidige Bedrijvengebied Oudenrijn met een grootte van ongeveer 74 hectare. Deze groei heeft vooral te maken met de onmiddellijke nabijheid van het verkeersknooppunt Oudenrijn.

## Bijzondere gebouwen
Aan het begin van de Strijkviertel, op de oostelijke hoek met de Rijksstraatweg, staat een witte boerderij met de naam Beefland. Het grootste gedeelte hiervan is een 17e-eeuws dwarshuis, wat inhoudt dat de nok evenwijdig loopt met de aan de Rijksstraatweg liggende voorgevel. Aan de rechterzijde, op de hoek met de Strijkviertel, is in de 18e eeuw een naar voren springend woongedeelte aangebouwd. In 1536 woonde op de plaats van deze boerderij een zekere Anthonie Beefland. De huidige boerderij is naar hem genoemd.
Aan de westzijde van de Strijkviertel, op een kleine 100 meter afstand van de Rijksstraatweg, lag de buitenplaats Tjepmastaete, vaker aangeduid met Tjepma. Waarschijnlijk werd deze in de 17e eeuw gebouwd, mogelijk ook eerder. In de loop der eeuwen raakte deze buitenplaats in verval en werd het woonhuis afgebroken. Een poortgebouw met markant wit torentje bleef staan. Dit was ruim genoeg om als woning te dienen en heeft verschillende bewoners gekend. Uiteindelijk is ook dit poortgebouw omstreeks 1960 afgebroken.

## De Gooisebrug
Ter hoogte van de Strijkviertel overspande een massieve bakstenen brug de Leidse Rijn. Deze brug met twee poortvormige doorvaartopeningen was tamelijk breed en hoog. Het brugdek was ongeplaveid en leuningen ontbraken. Aan het eind van de jaren 1950 werd deze brug afgebroken. Een voetbrug kwam ervoor in de plaats. Aan het begin van de 21e eeuw werd deze vervangen door een bredere fiets-/voetbrug.   